# ВНИИземмаш
Всесоюзный научно-исследовательский институт землеройного машиностроения (ВНИИЗЕММАШ) — один из крупнейших советских НИИ, в обязанности которого входила разработка экскаваторов-дреноукладчиков для зон осушения и орошения, роторные строительные экскаваторы, траншейные экскаваторы для разработки мерзлых грунтов, экскаваторы-каналокопатели, комплекты машин для облицовки каналов монолитным бетоном, планировщики полей, каналоочистительные машины и машины для культуртехнических работ. Образован 8 апреля 1964 г. на базе Ленинградского филиала ВНИИСТРОЙДОРМАШ.
Активно участвовал в проекте поворота рек. Машины, разработанные ВНИИЗЕММАШем, неоднократно отмечались постановлениями Главвыставкома ВДНХ СССР и признавались лучшими машинами года.
В 1992—1993 участвовал в программе разработки и выпуска нескольких специальных машин для ликвидации последствий аварии на Чернобыльской АЭС.
В 1993 году преобразован в акционерное общество закрытого типа «ВНИИЗЕММАШ». Акционерному обществу принадлежит завод «ВНИИЗЕММАШ», специализирующийся на несерийном и мелкосерийном изготовлении специальных землеройных машин на базе серийных шасси.